# 夏爾康

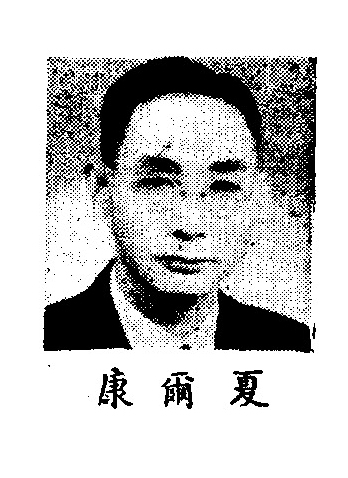

夏尔康（1908年—2006年10月22日）字子中，湖南安化人。中华民国学者、政治人物。

## 生平
夏尔康生于1908年（清光绪三十四年）。毕业于知行学院，为沈阳冯庸大学研究员。九一八事变后，任上海图书学校讲师。抗日战争时期，曾任国立师范学院、国立贵州师范、国立边疆学校、成都川康农学工学院讲师、副教授及教授等职务，讲授政治学及比较宪法等课程。抗日战争胜利后，任中国青年党的制宪国民大会代表。1947年3月1日任国民政府立法院第四届立法委员。
1949年后，夏尔康去香港，参与创办《自由阵线》周刊，担任自由出版社研究部主任，兼任联合书院教授，讲授伦理学。1965年赴台湾，任教于世界新闻专科学校以及铭传女子商业专科学校。1978年2月、1984年两度被推选为第一届国民大会副秘书长。在台湾期间，仍然担任中国青年党中央执行委员会常务委员及中央政治委员会委员。